# 雅利摩县
雅利摩县（印尼语：Kabupaten Yalimo）是印度尼西亚巴布亚省中部的一个县，行政中心位于埃勒利姆。2008年1月4日，印尼议会颁布2008年第4号法案，宣布成立雅利摩县，于2008年6月21日正式成立。2010年普查，雅利摩县共50,763人，2014年估计为62,463人。

## 地理
雅利摩县位于毛克山脉山区，群山环绕，这也导致本县与外界交流不便，交通主要依靠航空运输，有公路连接瓦梅纳。

## 经济
雅利摩县经济以农业为主，红薯、芋头、木薯、西米等是主要的粮食作物，各类蔬菜诸如白菜、胡萝卜、菜花等出口至其他县，主要经济作物是现尚在不断开发种植的阿拉比卡咖啡。

## 行政区划
雅利摩县共分为5个区（Kecamatan或Distrik）。
| 区              | 人口 2010普查 |
| --------------- | ------------- |
| Welarek         | 8,687         |
| Apalapsili      | 5,840         |
| Abenaho         | 24,577        |
| 埃勒利姆 Elelim | 5,946         |
| Benawa          | 5,713         |

## 资料来源
1. ↑  Biro Pusat Statistik, Jakarta, 2011.